# Scopula deflavaria
Scopula deflavaria är en fjärilsart som beskrevs av W. Warren 1896. Scopula deflavaria ingår i släktet Scopula och familjen mätare. Inga underarter finns listade.